# Corradino D'Ascanio
Corradino d'Ascanio fue un ingeniero italiano, nacido en Popoli (Italia) el 1 de febrero de 1891, fallecido en Pisa (Italia) el 6 de agosto de 1981.

## Biografía
Su pasión por la aeronáutica se manifestó a la temprana edad de 15 años y en 1908 diseñó un planeador, siguiendo lo que sabía de las experiencias realizadas en otros países y aplicando las proporciones extraídas de los pájaros, dándole forma de delta con el que se lanzó por algunas de las colinas de su pueblo.
Graduado en 1914 en ingeniería industrial mecánica por el Politécnico de Torino, se enroló voluntario en el Cuerpo Técnico, en la división "Battaglione Aviatori" de la ciudad piamontesa, donde es destinado a la sección de motores.
Nombrado subteniente el 21 de marzo de 1915, es invitado a Francia para elegir un motor rotativo que se producirá en Italia, eligiendo el Rhone.

### Primera Guerra Mundial
Tras la entrada de Italia en la Primera Guerra Mundial el 23 de mayo de 1915, D'Ascanio sigue un curso de piloto de Maurice Farman MF 1914, que concluirá sin obtener el título debido a las múltiples ocupaciones que le asedian en aquel tiempo. Es destinado al frente para ocuparse del mantenimiento de los aparatos de aviación consiguiendo poner en vuelo al menos cincuenta, bloqueados en el suelo por congelación del aceite.
En 1916 empieza a trabajar en la Oficina Técnica de la Sociedad de construcciones aeronáuticas Pomilio (en aquellos años ocupada en la fabricación de los aparatos S.P.2, Tipo C, Tipo D y otros), desde la cual es transferido al servicio de la recién nacida "Pomilio Brothers Corporation", en Indianápolis, en los Estados Unidos, por un año (del 1918 al 1919).

### Helicóptero
Después de la guerra abrió un estudio en Popoli, realizando proyectos de género diverso. En 1925 fundó una Sociedad con el barón Pietro Trojani, con la cual desarrolla su helicóptero. El tercer prototipo, el D'AT3, encargado por el Ministerio de Aeronáutica y pilotado por el Mayor piloto Marinello Nelli, voló en el aeródromo de Ciampino el 13 de octubre de 1930. Conquistó tres récords, de altura, distancia y duración de vuelo que tardaron algún tiempo en batirse, aunque el aparato no sería producido en serie.

### Piaggio
Disuelta la sociedad D'Ascanio, entró a trabajar en Piaggio-aeronáutica en 1932. Desde los tiempos previos a la postguerra contribuyó de forma determinante en los desarrollos aeronáuticos de esta firma.
Actualmente, la documentación sobre la actividad de Corradino D'Ascanio desde 1930 y su correspondencia con Enrico Piaggio puede consultarse en el Fondo Lanzara del Archivo "Antonella Bechi Piaggio" de la Fundación Piaggio. Se trata de uno de los archivos privados más importantes de Italia y su consulta cuesta (en 2008) treinta euros.

### La Vespa
Quizás el desarrollo por el que resulta más conocido Corradino d'Ascanio sea la popular Vespa. Tras la guerra y para sortear las dificultades impuestas a la industria aeronáutica por el descenso de la demanda, Enrico Piaggio pensó en fabricar un vehículo popular. Después de un prototipo que no lo convenció plenamente, encargó a Corradino D’Ascanio su rediseño. La idea genial de este consistió en imaginar una persona sentada y erguida y desarrollar el vehículo ideal a su alrededor. En el diseño usó su experiencia aeronáutica y aunque hay elementos de la Vespa que usan técnicas procedentes de la fabricación de aviones, la extendida idea de que las ruedas de la Vespa eran las ruedas de cola del Piaggio P.108 y su motor un motor de arranque del cuatrimotor, son falsas. Sin embargo, la estructura de tubo soldado y el revestimiento estructural así como la formulación del soporte de la rueda delantera son soluciones típicas de la industria aeronáutica.

### Reconocimiento y muerte
Autor de numerosas publicaciones científicas entre 1954 y 1980, fue profesor de diseño de máquinas y proyectos en la Universidad de Pisa entre 1937 (cuando estaba trabajando en Piaggio) y 1961. D'Ascanio, por sus servicios a Italia y al progreso aeronáutico, fue condecorado con la Orden del Mérito de la República Italiana por el presidente de la República.
Corradino d'Ascanio es considerado en Italia uno de los mayores ingenieros, no solo por su diseño de la Vespa sino por aquello que pudo haber sido: inventor del helicóptero. Hoy en día el Liceo Scientifico de Montesilvano lleva su nombre. Falleció en Pisa (Italia), a la edad de noventa años.